# Hetaerina duplex
Hetaerina duplex är en trollsländeart som beskrevs av Selys 1869. Hetaerina duplex ingår i släktet Hetaerina och familjen jungfrusländor. Inga underarter finns listade i Catalogue of Life.